# Studi culturali
Gli studi culturali costituiscono un particolare indirizzo di studi sociali che ha origine nel Regno Unito come ampliamento del settore della critica letteraria verso i materiali della cultura di massa.
Gli studi culturali combinano una varietà di approcci critici politicamente impegnati tra cui postmodernismo, semiotica, marxismo, teoria femminista, etnografia, teoria critica, post-strutturalismo e postcolonialismo. Gli studi culturali cercano di capire come venga generato il significato, e come esso sia legato – secondo l'impostazione teorica postmoderna – ai sistemi di potere e di oppressione.

## Storia
La loro data di nascita viene fatta risalire all'uscita dei lavori di Raymond Williams (Culture and society, 1958) e Richard Hoggart (The Uses of Literacy, 1957).
L'indirizzo si consolida successivamente come corrente definita nell'area culturale britannica intorno al Centre for Contemporary Cultural Studies (CCCS) dell'Università di Birmingham, fondato dallo stesso Hoggart nel 1964, e con l'attività di ricerca di accademici quali Angela McRobbie, Paul Gilroy, David Morley e, più di recente, di Sara Ahmed, Mark Fisher, Matthew Fuller, Luciana Parisi, Anamik Saha, Beverly Skeggs, Tiziana Terranova e Alberto Toscano presso il Goldsmiths College dell'Università di Londra. Richard Hoggart ne sarà rettore dal 1976 al 1984. 

## Panoramica
Lo scopo primario del centro era lo studio dei cambiamenti nella cultura del proletariato inglese dal secondo dopoguerra in poi e in particolare dei mutamenti nell'orientamento della gioventù della classe lavoratrice. Sia Hoggart che Williams provenivano dall'insegnamento scolastico per adulti. Questo tipo di approccio è influenzato dal marxismo, dalla psicologia e dall'antropologia. Infatti la cultura è vista come la somma delle interrelazioni tra le pratiche sociali (cioè le azioni concretamente effettuate dagli individui sia a livello mentale che pratico). Questo approccio si basa sull'attribuzione di senso alla realtà e allo sviluppo di una cultura vista anche come insieme di significati e valori comuni. Secondo i cultural studies un'adeguata sociologia deve studiare le strutture e i processi con cui le istituzioni della comunicazione di massa permettono la stabilità sociale e culturale. Gli studi culturali si specificano in due diverse applicazioni:
1. studi sulla produzione dei mass media come sistema di pratiche per l'elaborazione della cultura;
2. studi sul consumo di comunicazione di massa come luogo di negoziazione tra pratiche comunicative diverse.

L'attività del centro di Birmingham si estende negli anni successivi fino a comprendere le tematiche del razzismo, del femminismo e dell'etnicità.

## Approcci culturali
Sul piano metodologico, gli studi culturali si distinguono per un approccio quasi etnografico ai contesti indagati, attento alle pratiche concrete degli attori sociali. Sul piano teoretico, è da segnalare una tendenza programmatica a non rinchiudersi in confini ideologici definiti. Nei lavori prodotti dal gruppo è possibile rintracciare un dialogo costruttivo e incessante con le più importanti correnti del pensiero europeo continentale: György Lukács, Antonio Gramsci, Walter Benjamin, per citare qualche nome. Questo atteggiamento rende la corrente di studi particolarmente viva e degna di grande attenzione.

## Gli studi culturali in Italia
Dopo l'azione pionieristica degli studiosi dell'allora Istituto Universitario Orientale di Napoli, i primi in Italia ad essersi occupati di studi culturali, anche grazie a uno scambio continuo con l'università di Birmingham, l'attività degli studi culturali al momento è in continua evoluzione. Dal 2000 si pubblica la rivista Agalma, diretta da Mario Perniola. Dal 2004, l'editore il Mulino di Bologna pubblica la rivista Studi Culturali, in cui sono ospitati articoli di studiosi italiani e stranieri che gravitano attorno alla tradizione degli studi culturali. Molte università stanno aprendo corsi e indirizzi specifici o affini alla materia.